# Manchester, Dorset and Granville Railroad
| Gesellschaft: | zuletzt MDG          |                          |                          |
| |                      |                          |                          |
| Streckenlänge: | 8,19 km              |                          |                          |
| Spurweite: | 1435 mm (Normalspur) |                          |                          |
| |                      |                          |                          |
| Gleise: | 1                    |                          |                          |
| \| \| \| \| \| \| \| \| von Hoosick Junction \| \| \| \| 0,00 \| Manchester VT \| Manchester VT \| \| \| \| nach Rutland \| \| \| \| \| South Dorset VT \| \| \| \| \| Dorset VT \| \| \| \| 8,19 \| Dorset VT Quarry Station \| Dorset VT Quarry Station \| |                      |                          |                          |
| |                      |                          |                          |
| Strecke |                      | von Hoosick Junction     | von Hoosick Junction     |
| Dienststation / Betriebs- oder Güterbahnhof | 0,00                 | Manchester VT            | Manchester VT            |
| Abzweig ehemals geradeaus und nach rechts |                      | nach Rutland             | nach Rutland             |
| Haltepunkt / Haltestelle (Strecke außer Betrieb) |                      | South Dorset VT          | South Dorset VT          |
| Bahnhof (Strecke außer Betrieb) |                      | Dorset VT                | Dorset VT                |
| Kopfbahnhof Streckenende (Strecke außer Betrieb) | 8,19                 | Dorset VT Quarry Station | Dorset VT Quarry Station |

Die Manchester, Dorset and Granville Railroad war eine Eisenbahngesellschaft in Vermont (Vereinigte Staaten). Sie wurde durch die Norcross-West Marble Company am 21. Juni 1902 gegründet und beabsichtigte, eine Querverbindung zwischen den in Nord-Süd-Richtung verlaufenden Strecken der Rutland Railroad und der Rensselaer and Saratoga Railroad herzustellen.

## Geschichte
Die Strecke sollte in Manchester von der Bahnstrecke Rutland–Hoosick Junction abzweigen und nach Nordwesten über Dorset, wo sich bedeutende Marmorsteinbrüche befanden, bis nach Granville an der Bahnstrecke Castleton–Eagle Bridge führen. Der Bau begann im Januar 1903 und bereits am 1. April des Jahres ging der 8,19 Kilometer lange Abschnitt bis zum Steinbruch bei Dorset in Betrieb. Die Besitzverhältnisse der Strecke waren kompliziert. Die Einfahrweiche im Bahnhof Manchester sowie 50 Meter der Strecke gehörten der Rutland Railroad, die daran anschließenden 219,5 Meter gehörten der Steinbruchgesellschaft, und der Rest der Strecke der Bahngesellschaft.
Der Weiterbau unterblieb, da eine Rentabilität nicht gewährleistet schien. Am 23. September 1903 wurde mit zwei werktäglichen Zugpaaren der zunächst inoffizielle Personenverkehr aufgenommen, indem an alle Güterzüge ein Personenwagen angehängt wurde. Erst Mitte der 1910er Jahre taucht die Bahn in offiziellen Fahrplänen auf. Haupttransportgut war jedoch der in Dorset abgebaute Marmor. 1913 übernahm die Vermont Marble Company den Bahnbetrieb und die Steinbrüche im Raum Dorset. Mangels Rentabilität und aufgrund der zunehmenden Konkurrenz der Straße wurde die Strecke am 1. Juni 1918 stillgelegt und später abgebaut. Im Volksmund war die Bahn als Mud, Dirt and Gravel Railroad (Schlamm-, Schmutz- und Schottereisenbahn) bekannt.
Nach der Stilllegung blieben die Gleise zunächst erhalten. 1924 wollten zwei kleinere ortsansässige Steinbruchbetreiber die Strecke wiederbeleben. Sie bauten einen benzingetriebenen LKW zu einem Schienenfahrzeug um und transportierten kleine Mengen Marmor von South Dorset nach Manchester. Bereits 1925 wurde dieser Betrieb eingestellt. 1934 verkaufte man die Gleise an einen Schrotthändler und die Strecke wurde abgebaut. Am 28. Februar 1936 wurde die Manchester, Dorset and Granville Railroad Company offiziell aufgelöst.

## Fahrzeuge
Der Gesellschaft standen 1911 eine Lokomotive, ein Personenwagen und zehn flache Güterwagen zur Verfügung. Die erste Lok (Betriebsnummer 1) war eine von der Rutland Railroad gebraucht erworbene Lok der Achsfolge 4-4-0. Auch der erste Personenwagen (Betriebsnummer 100) war gebraucht übernommen worden, nämlich von der Cumberland Valley Railroad. Dieser wurde 1906 bei einem Unfall beschädigt und durch einen von der Rutland Railroad gekauften Wagen ersetzt. 1913 nahm der Betreiber der Bahn, die Vermont Marble Company, die Lok Nr. 1 außer Betrieb und ersetzte sie durch eine Lok mit der Achsfolge 0-6-0, die von der ebenfalls der Vermont Marble gehörenden Clarendon and Pittsford Railroad übernommen wurde und die Betriebsnummer 2 erhielt.

## Betriebsablauf
Auf dem Weg zum Steinbruch schob die Lok den Personenwagen, zog jedoch die Güterwagen. Auf dem Weg nach Manchester zog die Lok, rückwärts fahrend, den ganzen Zug, an dessen Ende sich der Personenwagen befand. Feste Haltepunkte für Fahrgäste gab es in Manchester, South Dorset, Dorset und am Steinbruch, jedoch hielten die Züge bei Bedarf auch auf freier Strecke zum zu- und absteigen.

## Unfälle
Nur ein Unfall, der mit hohem Sach-, aber ohne Personenschaden, endete, ereignete sich auf der Strecke. Am 6. Juli 1906 lösten sich drei am Steinbruch gerade beladene Güterwagen von ihrer Verankerung und rollten führerlos talwärts, nur kurz nachdem der reguläre Zug den Bahnhof verlassen hatte. Nur wenige Minuten, nachdem der Zug in Manchester angekommen und die Lok abgekuppelt war, fuhren die mit Marmor voll beladenen Güterwagen in den auf dem Gleis stehenden Personenwagen. Der Personenwagen wurde danach nur noch als Werkzeuglagerraum verwendet und ein flacher Güterwagen wurde behelfsmäßig mit Sitzbänken ausgestattet. Aufgrund zahlreicher Beschwerden der Fahrgäste erwarb man kurz darauf allerdings einen gebrauchten Personenwagen von der Rutland Railroad.